# Fouetté en tournant

Bailarina realizando fouetté en tournant

El fouetté en tournant es un movimiento del ballet clásico.

## Movimiento
Una fouetté rond de jambe en tournant es una acción en la que el bailarín se para por un momento sobre un pie plano con la rodilla de apoyo doblada mientras la otra pierna "de trabajo" se mueve hacia un lado, creando el ímpetu para girar una vuelta. A continuación, se tira de la pierna de trabajo hacia dentro para tocar la rodilla de apoyo mientras el bailarín se eleva en punta sobre el pie de apoyo.

## Historia
32 fouettés fueron interpretados por primera vez por Pierina Legnani en Cenicienta de Marius Petipa en 1893.
Konstantín Skalkovski, el crítico de danza de la Gaceta de San Petersburgo, asistió a la primera actuación de Cenicienta. Reportó que "...en el último acto Legnani se superó positivamente a sí misma. Cuando Emma Bessone bailó el papel principal en El Tulipán de Haarlem, hizo 14 fouettés. En su variación, Legnani realizó 32 de ellos sin parar, y sin viajar ni un centímetro! El público aplaudió encantado a la bailarina y la obligó a repetir también esta variación. En la repetición hizo sin embargo 28 fouettés. Contarlos se convirtió en la ocupación favorita del público".
Legnani repitió esta hazaña en muchos otros ballets a lo largo de su carrera. Los interpretó como Odile en el "Black Swan Pas de Deux" del Lago de los Cisnes (1895).